# Марковці (Шаловці)
Марковці (словен. Markovci) — поселення в общині Шаловці, Помурський регіон, Словенія. Висота над рівнем моря: 310,2 м.